# Tithraustes chloris
Tithraustes chloris är en fjärilsart som beskrevs av Druce 1893. Tithraustes chloris ingår i släktet Tithraustes och familjen tandspinnare. Inga underarter finns listade i Catalogue of Life.